# Анте Вицулин
Анте Вицулин (Сплит, 1925– Зларин, 1976) је био југословенски и хрватски глумац и редитељ.

## Биографија
Своју глумачку и режисерску каријеру започео је у партизанима којима се придружио са 14 година. Дипломирао на  Земаљској глумачкој школи у Загребу. Након рата редатиљ и глумац у ХНК-у у Сплиту те у Умагу. На ТВЗ-у од 1956, прво као асистент режије, а од 1957. самостални режисер у Програму за децу и Драмском програму. Режисер Мендинога програма 1959–61. За редакцију „Мали свијет” снимио документарне филмове „Вода” и „Писма с отока”. Аутор серије о деци са јадранских острва „Породични албум” (шест епизода), а за документарни програм поетичне серије „Чемпреси умиру ноћу” (три епизоде). Од 1960. режирао серију „Портрети и сусрети” у сараднји с пјесникинјом  Иреном Вркљан у којој су филмски обрадили више од 70 портрета умјетница и умјетника (Мирославу Крлежи, Мири Ступици, Бели Крлежи, Љуби Бабићу, Матији Скурјеном, Јури Каштелану, Весни Парун,  Милици Зорић,  Миљенку Станчићу, Ивану Рабузину,  Шими Вуласу,  Владимиру Назору, Ванји Радаушу, Цати Дујшин Рибар,  Мирку Божићу,  Раулу Голдонију,  Валерију Микелију, Војину Бакићу и другима). Уз Бранка Лентића био је један је од водећих  хрватских документариста. 

## Редитељ
|         | 1950 | 1960 | Укупно |
| ------- | ---- | ---- | ------ |
| ТВ филм | 1    | 2    | 3      |
| Год.   | Назив                                    | Улога \|- style="background: Lavender; text-align:center; " | 1950-е | 1950-е | 1950-е | 1950-е |
| 1959.  | Свадба (ТВ филм)                         | /                                                           |        |        |        |        |
| 1960-е |                                          |                                                             |        |        |        |        |
| 1960.  | Око божје (ТВ филм)                      | /                                                           |        |        |        |        |
| 1961.  | Бранилац по службеној дужности (ТВ филм) | /                                                           |        |        |        |        |